# Nanna Ditzel

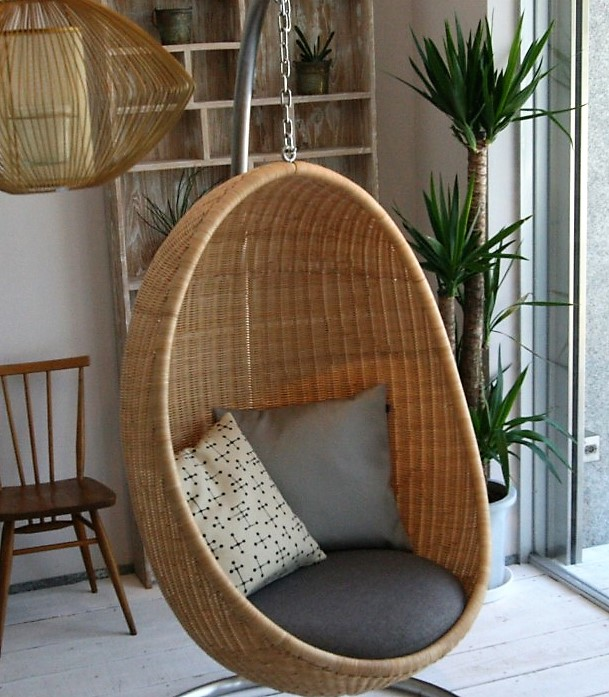
Det Hængende Æg från 1959 är formgiven av part Ditzel.

Nanna Ditzel, född 6 oktober 1923 som Nanna Hauberg i Köpenhamn, död 17 juni 2005 där, var en dansk möbelformgivare samt textil- och smyckekonstnär. 
Ditzel studerade vid Kunstakademiets Designskole och Det Kongelige Danske Kunstakademi och examinerades 1946. 1946–1961 formgav hon bland annat stolar i bambu och rotting samt smycken för Georg Jensen A/S. Hon formgav även barnmöbler, bland annat Høj stol från 1955 som ingår i Danmarks kulturkanon i kategorin barnkultur.
Ditzel var bosatt i London 1970–1986 och arbetade bland annat med jacquardvävar för Sundour Fabrics. Hon ritade på 1990-talet bland annat lätta, stapelbara stolar med rygg och sits i laminerat trä för Fredericia Stolefabrik på Jylland.
Hon var gift med Jørgen Ditzel (1921–1961) till dennes död. Tillsammans formgav de flera möbler.